# Адам Ришон
Адам Ришон (ивр. אדם ראשון‎, первый человек) — в каббале: общее, совокупное творение, созданное Творцом и являющееся прообразом человека в материальном мире. Это конструкция, состоящая из великого множества частиц — отдельных желаний, связанных между собой подобно органам и клеткам нашего тела.

## Начальное состояние
В каждом отдельном желании изначально существует стремление поддерживать друг друга, поэтому в конструкции Адама все желания находятся в абсолютно полном интегральном сочетании и гармонии. Адам — это абсолютно здоровое духовное тело, подобное Творцу в его свойстве отдачи (альтруизма).

## Разбиение
В процессе своего развития Адам претерпевает искажение, огрубление и разрыв связей между частями. К примеру, два желания в нём начинают противоборствовать друг с другом, разделяются, пытаются существовать одно за счёт другого. Причины этого постепенного процесса, необходимость для достижения цели творения  а также его этапы описаны в каббале очень подробно. Возникновение взаимной ненависти между творениями называется грехопадением. Происходит падение с уровня стопроцентного взаимодействия до уровня стопроцентного отторжения, эгоизма. Разбиение связей между частями души в нашем мире выразилось в том, что сегодня на земном шаре существует несколько миллиардов человек, каждый из которых находится в абсолютно эгоистическом состоянии.
Всего имеется 620 основных частей, разбиение происходит таким образом, что какая-то из них становится у отдельного человека особенной. В каждом человеке существует то же количество частей, что и в любом другом, однако есть нечто, принадлежащее лично ему, то, чем человек отличается от всех прочих. Отличающая его частичка присутствует и во всех остальных людях, только у них она не является доминирующей. Разнообразие сочетаний создают индивидуальность каждого человека. Каждый человек подобен конструкции Адам в целом, однако выявляет при этом какую-то определённую особенность Адама на фоне всей конструкции.

## Исправление
Система Адам Ришон во многом подобна человеческому телу, имеющему более важные и менее важные органы и клетки. Клетка, относящаяся к органу зрения, важнее миллиардов клеток пальца — настолько один орган значительнее другого. Подобным же образом проявляется и различие между людьми. С момента выхода из общей конструкции они не равны друг другу. Однако в процессе самоисправления каждый человек в состоянии восполнить себя до высоты Творца. Возвращаясь в первоначальное состояние, все люди достигают одного уровня, на котором нет важных и менее важных — все равны.
Человек в нашем мире является проекцией духовных сил на материальный мир. Всё человечество представляет собой единые мысль и намерение и должно прийти к состоянию абсолютного совершенства, где все будут слиты друг с другом в одну душу, в одно большое стремление. Постепенно все люди пробуждаются к единству, подобному тому, которое изначально было в общей душе, но теперь уже в результате самостоятельного стремления и усилий, с нашей индивидуальностью и возросшими желаниями. Этот процесс начался в 3760 году до н. э. (по другим расчётам, в 3765) с человека, в котором впервые пробудилась точка в сердце и которого поэтому тоже называют Адамом.